# George Rennie (Lacrossespieler)
George Haddow Rennie (* 10. März 1883 in Newcastle, New Brunswick; † 13. Dezember 1966 in New Westminster) war ein kanadischer Lacrossespieler.

## Erfolge
George Rennie war bei den Olympischen Spielen 1908 in London Mitglied der kanadischen Lacrossemannschaft und spielte auf der Position eines Verteidigers. Neben ihm gehörten außerdem Patrick Brennan, Henry Hoobin, George Campbell, Gus Dillon, Richard Duckett, Tommy Gorman, Ernest Hamilton, Frank Dixon, Clarence McKerrow, Alexander Turnbull und John Broderick zum Aufgebot. Nach dem Rückzug der südafrikanischen Mannschaft wurde im Rahmen der Spiele lediglich eine Lacrosse-Partie gespielt, die zwischen Kanada und dem Gastgeber aus Großbritannien ausgetragen wurde. Nach einer 6:2-Halbzeitführung gewannen die Kanadier die Begegnung letztlich mit 14:10, sodass Rennie ebenso wie seine Mannschaftskameraden als Olympiasieger die Goldmedaille erhielt.
Rennie gewann auf Vereinsebene mit den New Westminster Salmonbellies, für die er ab 1901 insgesamt 26 Jahre lang spielte, fünfmal die nationalen Meisterschaften. Seine sportliche Karriere wurde lediglich von seiner Teilnahme am Ersten Weltkrieg unterbrochen. 1965 wurde er in die Hall of Fame der Canadian Lacrosse Association aufgenommen.